# Myrcianthes pearcei
Myrcianthes pearcei är en myrtenväxtart som först beskrevs av Mcvaugh, och fick sitt nu gällande namn av Mcvaugh. Myrcianthes pearcei ingår i släktet Myrcianthes och familjen myrtenväxter. Inga underarter finns listade i Catalogue of Life.